# 丰利镇
丰利镇，是中华人民共和国江苏省南通市如东县下辖的一个乡镇级行政单位。

## 行政区划
丰利镇下辖以下地区：
古丰社区、周桥村、花园桥村、家庙桥村、凹桥村、陈葛庄村、华严村、玉窑村、双沟门村、龙口村、月河村、九和村、双灰山村、包场村、南宁村、兴南村、光荣村、环渔村、环农村、环堤村和张家园村。